# パンコウ区
パンコウ区 (パンコウく、Bezirk Pankow) は、ドイツの首都ベルリンの行政区であり、区コードは03である。2001年の行政改革前にも同名の区があったが、区域は現在に比べ小さかった。この旧パンコウ区、旧プレンツラウアー・ベルク区、旧ヴァイセンゼー区が合併し、現在のパンコウ区が成立した。人口は約41万人とベルリン全区で最大である。またパンコ区、パンコー区とも表記される。

## 地理
パンコウ区はベルリンの北東に位置し、周囲にはリヒテンベルク区、フリードリヒスハイン＝クロイツベルク区、ミッテ区、ライニッケンドルフ区があり、またブランデンブルク州のオーバーハーフェル郡、バルニム郡と境界を接している。
ほぼ全域にわたって氷期にできたバルニム卓状地にあり、平坦、またはゆるやかな起伏がある。地形の大部分は底堆石平地である。パンケ川に沿って外縁堆積原が北から南へ広がり、ベルリン原流谷に至る。

## 地区
パンコウ区には全13地区がある。
| 地区番号 地区・街区                                           | 面積      | 人口 （2020年12月31日現在） | 人口密度     | 区内地図（地区の位置） |
| ------------------------------------------------------------- | --------- | --------------------------- | ------------ | ---------------------- |
| 0301 プレンツラウアー・ベルク                                 | 11.00 km² | 165,055人                   | 15,005人/km² |                        |
| 0302 ヴァイセンゼー                                           | 7.93 km²  | 54,755人                    | 6,905人/km²  |                        |
| 0303 ブランケンブルク                                         | 6.03 km²  | 6,913人                     | 1,146人/km²  |                        |
| 0304 ハイナースドルフ                                         | 3.95 km²  | 7,779人                     | 1,969人/km²  |                        |
| 0305 カーロウ - シュタットラントジードルング・ブーフ          | 6.65 km²  | 19,694人                    | 2,962人/km²  |                        |
| 0306 シュタットラントジードルング・マルヒョウ                 | 5.68 km²  | 1,120人                     | 197人/km²    |                        |
| 0307 パンコウ                                                 | 5.66 km²  | 65,375人                    | 11,550人/km² |                        |
| 0308 ブランケンフェルデ - アルケンベルゲ                      | 13.40 km² | 2,058人                     | 154人/km²    |                        |
| 0309 ブーフ                                                   | 18.20 km² | 16,473人                    | 905人/km²    |                        |
| 0310 フランツェージッシュ・ブーフホルツ                       | 12.00 km² | 21,449人                    | 1,787人/km²  |                        |
| 0311 ニーダーシェーンハウゼン - ノルトエント - シェーンホルツ | 6.49 km²  | 32,037人                    | 4,936人/km²  |                        |
| 0312 ローゼンタール                                           | 4.90 km²  | 9,885人                     | 2,017人/km²  |                        |
| 0313 ヴィルヘルムスルー                                       | 1.37 km²  | 8,123人                     | 5,929人/km²  |                        |

区内の人口分布は非常に差異が大きい。全人口の三分の二が、プレンツラウアー・ベルク、パンコウ、ヴァイセンゼーの各地区に居住している。プレンツラウアー・ベルク地区がベルリンで第五位の人口密度である一方、ブランケンフェルデとシュタットラントジードルング・マルヒョウ（「マルヒョウ都市外縁住宅団地」）地区は、ベルリン全市で最も人口密度の低い地区である。この2地区を合計すると、面積では全区の五分の一を占めるが、人口では全区の1%にも満たない。プレンツラウアー・ベルク地区は、ベルリン全市でノイケルン区のノイケルン地区に次いで2番目に人口の多い地区である。

## 人口
2020年12月31日時点の人口は409,335人であった。面積は103.07 km²であり、基準日の人口密度は1 km²当たり3,971人であった。

2010年のパンコウ区人口ピラミッド

2012年12月31日時点の外国人の割合は7.9％であったが、地区によって大幅に異なる。移民の背景を持つ住民の割合は、前記基準日では13.7％であった。失業率は2013年4月30日では10%と、ベルリン全体で最低であった（参照：最高値はノイケルン区の17.1%）。2012年12月31日時点の平均年齢は40.8歳であった。男女別の割合は、「2011年度統計年鑑」によると、女性が50.7%、男性が49.3％であった。
| 年           | 人口    |
| ------------ | ------- |
| 1920         | 94,656  |
| 1925         | 100,825 |
| 1933         | 141,333 |
| 1939         | 154,725 |
| 1946         | 143,962 |
| 1950         | 149,662 |
| 1961         | 134,826 |
| 1970         | 141,466 |
| 1987         | 115,538 |
| 2000         | 125,345 |
| 2012（11月） | 381,602 |

## 政治
区民の代表機関としてパンコウ区議会が置かれている。

### 旧パンコウ区の歴代区長
2001年の行政改革前の旧パンコウ区長は以下である。
- 1920年－1921年：グスタフ・シュターヴィッツ（ドイツ語版）
- 1921年－1924年：ヴィルヘルム・クービヒ（ドイツ語版） (USPD, SPD)
- 1924年－1944年：ハンス・マイスナー (Hans Meißner, DVP/NSDAP)
- 1944年－1945年：ベルンハルト・アーメルス (Bernhard Ahmels, NSDAP)
- 1945年4月－1946年5月：ブルーノ・メッツヒェン (Bruno Mätzchen, KPD/SED)
- 1946年5月－1946年6月：フリッツ・シュミット (Fritz Schmidt, SPD)
- 1946年6月－1946年12月：「不明」
- 1946年12月－1948年12月：エーリヒ・リュネック (Erich Ryneck, SPD)
- 1948年－1950年：オットー＝ハインツ・ガーレン (Otto-Heinz Gahren, LDPD)
- 1950年－1951年：ヘルマン・ゼールバッハ (Hermann Selbach, LDPD)
- 1951年－1952年：マルティン・ディートリヒ (Martin Dietrich, LDPD)
- 1953年－1961年：フリーデル・ヴァイス (Friedel Weiss, SED)
- 1961年－1971年：ゲルハルト・キルヒバウム (Gerhard Kirchbaum, SED)
- 1971年－1981年：ホルスト・アンゾルゲ (Horst Ansorge, SED)
- 1981年－1988年：ハンス・ヴァルター (Hans Walter, SED)
- 1988年－1989年12月：ハインツ・モーン (Heinz Mohn, SED)
- 1989年12月－1990年2月：ウーヴェ・ハウザー (Uwe Hauser, SED)
- 1990年2月－1990年5月：ニルス・ブッシュ＝ペーターゼン（ドイツ語版）（無所属）
- 1990年－1992年：ハラルト・リューデリッツ (Harald Lüderitz, SPD)
- 1992年－1999年：イェルク・リヒター (Jörg Richter, SPD)
- 1999年－2001年：ギーゼラ・グルーンヴァルト (Gisela Grunwald, PDS)

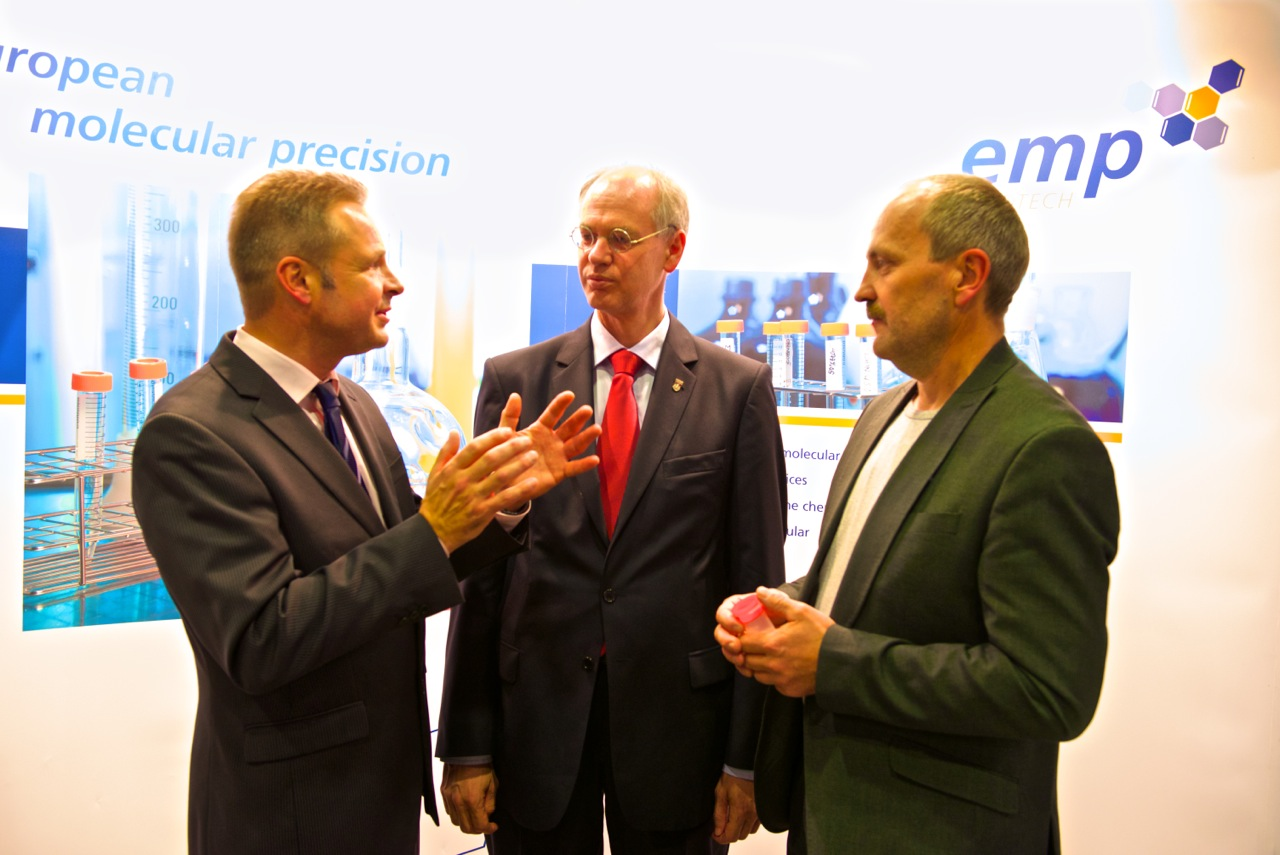
2013年の第19回パンコウ経済の日 (Pankower Wirtschaftstag) でのマティアス・ケーネ（中央）

### 現パンコウ区の歴代区長
2001年の行政改革の後、旧パンコウ区、旧プレンツラウアー・ベルク区、旧ヴァイセンゼー区が合併し成立した。
- 2001年－2002年：アレックス・ルバヴィンスキ（ドイツ語版） (SPD)
- 2002年－2006年：ブルクハルト・クライナート (Burkhard Kleinert, PDS/Linkspartei)
- 2006年－2016年：マティアス・ケーネ（ドイツ語版） (SPD)
- 2016年－：ゼーレン・ベン（ドイツ語版） (左翼党)

## 歴史

### 1920年から1938年のパンコウ区 (Verwaltungsbezirk)
1920年の大ベルリン成立にともない、それまでニーダーバルニム郡に属していた下記の村 (Landgemeinde) と領地区域 (Gutsbezirk) からベルリン第19区が編成された。
- パンコウ（ドイツ語版）村（629 ha, 57,962人）
- ブランケンブルク（ドイツ語版）村（400 ha, 1161人）
- ブランケンブルク（ドイツ語版）領地区域（282 ha, 156人）
- ブランケンフェルデ（ドイツ語版）村（547 ha, 549人）
- ブランケンフェルデ（ドイツ語版）領地区域（519 ha, 360人）
- ブーフ（ドイツ語版）村（284 ha, 3917人）
- ブーフ（ドイツ語版）領地区域（1612 ha, 2562人）
- ブーフホルツ（ドイツ語版）村（1155 ha, 4905人）
- ハイナースドルフ（ドイツ語版）村（394 ha, 1006人）
- カーロウ（ドイツ語版）村（533 ha, 949人）
- ニーダーシェーンハウゼン（ドイツ語版）村（551 ha, 18,913人）
- ニーダーシェーンハウゼン領地区域（シェーンホルツ（ドイツ語版）を含む66 ha, 362人）
- ローゼンタール（ドイツ語版）村の東部（479 ha, 1725人）
- ローゼンタール（ドイツ語版）領地区域（341 ha, 129人）[8]

ローゼンタール村のヴィルヘルムスルーを含む西部はライニッケンドルフ区に編入された。区内で最も人口の多い地区の名を取り、「パンコウ」区と名付けられた。旧パンコウ村の役所が新設パンコウ区の区役所および区議会所在地となった。1930年にベルリン地下鉄のシェーンハウザー・アレー駅とパンコウ（ヴィネータ通り）駅の間が開通し、パンコウ区に地下鉄が到達した。

### 1938年から2000年末までのパンコウ区 (Stadtbezirk)
1938年にベルリンの区の境界が変更された。ヴォランク通り (Wollankstraße) 付近のベルリン北部線の西側地域は、パンコウ区からヴェディング区に所属が変更になった。ライニッケンドルフ区は北部線より東側の地域、ヴィルヘルムスルー地区と南部に続くヴァルトシュティーク＝ジードルング（Waldsteg-Siedlung, 「森の小道住宅地」）がパンコウ区に編入された。この他にボルンホルム通りとヴィスビー通りのプレンツラウアー・ベルク区との境界線に若干の変更があった。境界の変更によって区の人口は1,629人、また面積は81 haに増加した。なおパンコウ区とライニッケンドルフ区との旧境界線は、今日でもハウプト通り (Hauptstraße) がコペンハーゲン通りに名称を変える部分にうかがえる。変更後、最初に建つのはヴィルヘルムスルー変電所 (Abspannwerk Wilhelmsruh) である。
第二次世界大戦の末期、1945年4月22日にパンコウ区はソ連赤軍に占領され、ベルリン分割占領の際には、ヤルタ協定に基づきソ連占領地域となった。1949年10月から1990年まで東ベルリンの区 (Stadtbezirk, 都市区) であった。東ベルリンの地位については議論の余地があるものの、事実上、東ドイツの一部であった。
1961年8月にベルリンの壁が建設されると、鉄道線のベルリン北部線に正確に沿った区の境界線は重要な意味を持った。Sバーンのヴィルヘルムスルー駅、シェーンホルツ駅は、その駅名にもかかわらず西ベルリンに位置するため、パンコウ区から利用できなくなった。Sバーンのヴォランク通り駅はパンコウ区に立地するものの東口は同じく封鎖された。ただし西ベルリンからは利用可能であった。
1985年には、当時のパンコウ区からカーロウ地区、ハイナースドルフ地区、ブランケンブルク地区が当時のヴァイセンゼー区に編入された。これはヴァイセンゼー区の大部分が新設のホーエンシェーンハウゼン区に編入されたための措置であった。
1990年10月3日のドイツ再統一にともない、パンコウ区は連邦州であるベルリンの一部となった。2000年9月16日にはベルリン地下鉄2号線がヴィネータ通り駅からベルリン＝パンコウ駅まで延伸された。

### 2001年以降のパンコウ区 (Bezirk)
2001年1月1日、パンコウ区はベルリン区改編の一環としてヴァイセンゼー区、プレンツラウアー・ベルク区と合併した。この広大な新設区の名称は長い対立の末、区議会で再度「パンコウ」に決まった。

### 東ドイツ政府の所在地
「パンコウ」という単語は西ドイツでは換喩的に用いられ、東ドイツの指導部を指した。それは1949年からシェーンハウゼン宮殿に東ドイツの大統領府が置かれていたためである。なお東ドイツの大統領は当時ヴィルヘルム・ピークであった。大統領制が廃止された後も、1964年にミッテ区の国家評議会ビルに移転するまで、シェーンハウゼン宮殿は国家元首を担う機関である国家評議会の所在地であった。付近のマヤコフスキーリングとともに東ドイツの政治の中枢であった。しかし1974年以降、東西ドイツの関係が改善すると「パンコウ」という用語は影を潜めた。ただし1983年には、ウド・リンデンベルクの歌謡曲『パンコウ行きの特別列車』で再び日の目を見ることになった。
東ドイツ政府高官の自宅は、当初当区に所在しており、高級住宅を東ドイツ市民の目から隠すため、屏を作り、検問所を設けて外界から隔絶するような作りになっていた。1956年のハンガリー動乱以降は、治安面を考慮して、郊外のヴァントリッツに住居を構えるようになった。

## 交通

### 自家輸送
区内の道路交通で重要なのは、都心から放射線状に北方または北東に延びる3本の連邦道路である。連邦道路96a号線（シェーンハウザー・アレー/ベルリン通り (Berliner Straße)、Sバーンのベルリン＝パンコウ＝ハイナースドルフ (Berlin-Pankow-Heinersdorf) 駅付近でドイツ連邦自動車道路114号線に合流する連邦道路109号線（プレンツラウアー・アレー/プレンツラウ遊歩道 (Prenzlauer Promenade)）、連邦道路2号線（グライフスヴァルト通り/ベルリーナー・アレー）である。重要な道路としてはこの他に2本の環状道路がある。ダンツィヒ通り（Sバーン環状線内側）と、オストゼー通り－ヴィスビー通り－ボルンホルム通り（Sバーン環状線外側）である。

### 路面電車
区内のベルリン市電路線の大部分は、道路交通の項で触れた主要道路に沿っている。この他にも南西から北東へ走る補完路線がある。シェーンハウザー・アレーから北へ走る路面電車線はパンコウ地区で3方向へ分岐する。ベルリーナー・アレーの路線はパンコウ区を抜けた後、進路を東へ向けリヒテンベルク区へ向かう。
ベルリーナー・アレーの区間は2005年秋に改修され、防音を目的とした軌道の芝生化、停留所の新設が行われた。

### Sバーンとレギオナルバーン

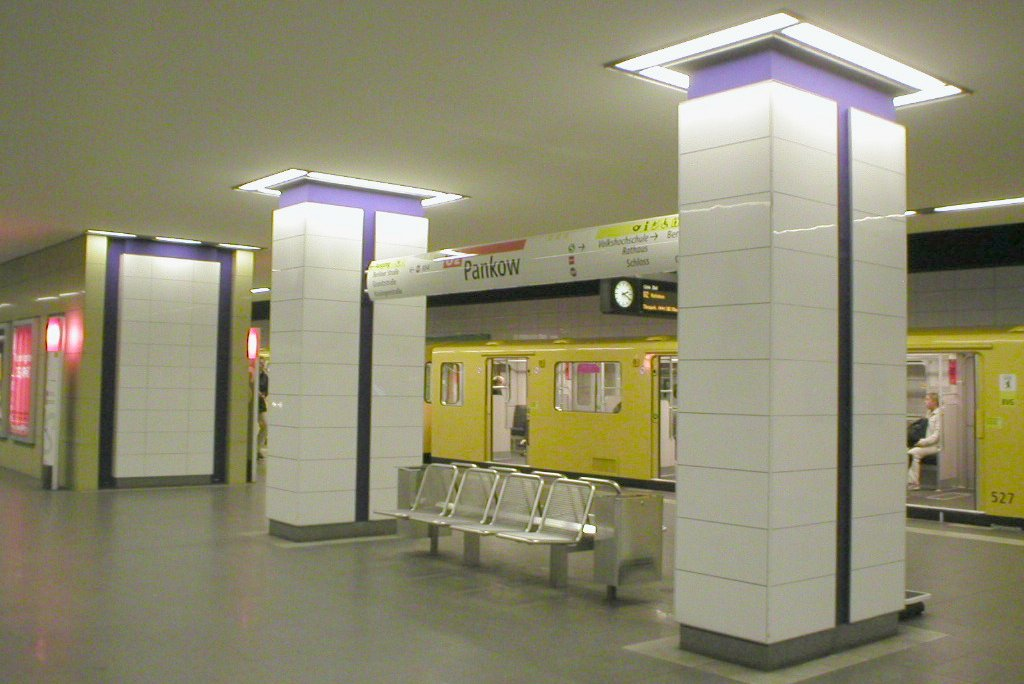
地下鉄パンコウ駅

区内にはベルリン環状線東側の北半分がほぼ全て含まれ、Sバーンのシュトルコウ通り駅、ランツベルガー・アレー駅、グライフスヴァルト通り駅、プレンツラウアー・アレー駅、シェーンハウザー・アレー駅がある。ミッテ区のゲズントブルンネン地区との境界に位置するボルンホルム通り駅で、南から来た路線はオラーニエンブルク/ヘニヒスドルフ方面（ベルリン北部線）とベルナウ 方面（シュテティーン線に分岐する。ライニッケンドルフ区との境界付近にはヴォランク通り駅、シェーンホルツ駅、ヴィルヘルムスルー駅があるが、シェーンホルツ駅とヴィルヘルムスルー駅はライニッケンドルフ地区に位置する。北東方向に走るシュテティーン線には、パンコウ駅、ベルリン＝パンコウ＝ハイナースドルフ (Berlin-Pankow-Heinersdorf) 駅、ブランケンブルク駅、カーロウ駅、ベルリン＝ブーフ (Berlin-Buch) 駅がある。
ベルリン＝ブーフ駅を起点とするのがレギオナルバーンのNB27号線（エリカ線）である。ニーダーバルニム鉄道が運行し、グロース・シェーネベック、一部はヴェンジッケンドルフに至る。

### 地下鉄
区内にはベルリン地下鉄2号線の駅が合計5駅ある。プレンツラウアー・ベルク地区にはゼーネフェルダー広場駅、エーバースヴァルデ通り駅、シェーンハウザー・アレー駅が位置し、パンコウ地区 には、ヴィネータ通り駅、パンコウ駅がある。シェーンハウザー・アレー駅とパンコウ駅はSバーンとの乗換駅である。

### 長距離自転車道
パンコウは長距離自転車道路網の一角を成している。ベルリン－ウーゼドム島長距離自転車道経路は博物館島からシェーンハウザー・アレーを進み、シュヴェート通りへ曲がり、マウアーパルク（「［ベルリンの］壁公園」）とパンコウ宮殿公園 (Schlosspark Pankow) を抜け、カーロウ、ブーフ方面へ進む。パンコウ区とライニッケンドルフ区、またミッテ区ヴェディング地区との境界線は、以前の東ベルリン・西ベルリンの境界線であり、今日ではマウアーヴェーク（「［ベルリンの］壁の道」）となっている。

## 名所
パンコウ地区で重要な建物としては、20世紀初頭に建築されたパンコウ庁舎、またニーダーシェーンハウゼン地区のシェーンハウゼン宮殿が挙げられる。パンコウ区は緑豊かな区として知られ、パンコウ市民公園、宮殿公園、シェーンホルツ原野市民公園が特筆に値する。パンコウの開墾と同時に宣教を開始した古パンコウ福音書記者教区教会もある。教会礼拝堂の一部は15世紀に造られている。

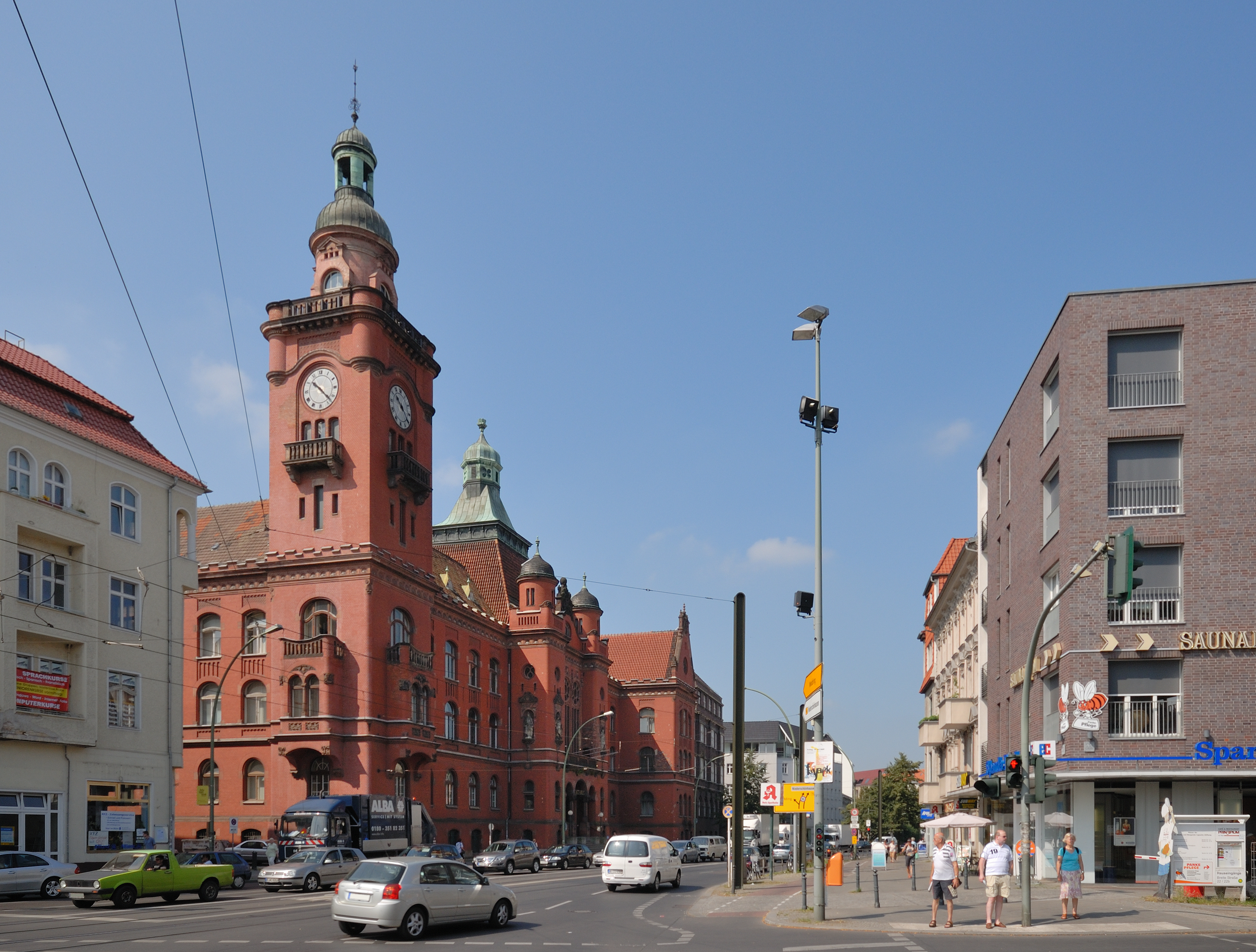
パンコウ庁舎

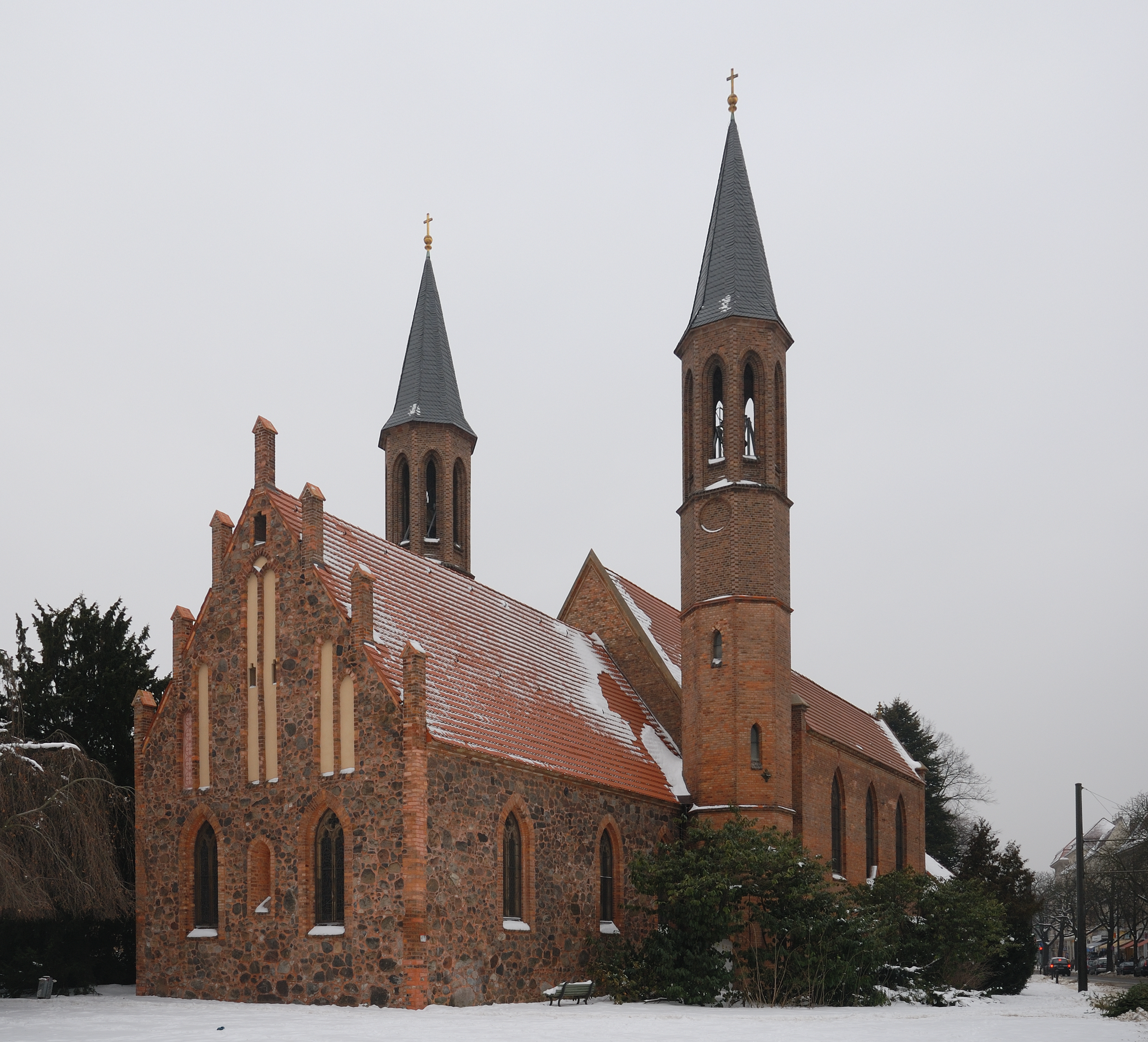
古パンコウ福音書記者教区教会 (2010)

プレンツラウアー・ベルク地区では、プレンツラウアー・アレーとシェーンハウザー・アレーに挟まれた昔からの地域には一見の価値がある。
建物が密集するなか、幅の広い歩道にカフェやクナイペ (Kneipe, 居酒屋) が立ち並んでいる。1920年代の大規模ジードルングも注目に値し、「賃貸兵舎」とは対照的な当時の新建築を現代に伝えている。特にブルーノ・タウトが計画したカール・レギーン住宅都市は、ベルリンの他5か所のジードルングとともにユネスコの世界遺産に登録されている。
ヴァイセンゼー地区には地区名の元となったほぼ円形のヴァイス湖（「白い湖」）は区内最大の水域であり湖畔にはヴァイス湖畔公園が設けられ、多くの人々が訪れる。
また同地区にはベルリン＝ヴァイセンゼー・ユダヤ人墓地があり、ユダヤ人墓地としてはヨーロッパで最も大きい。

## その他の建造物
パンコウ区北方のブーフ地区の野原（座標：北緯52度38分54秒 東経13度26分40秒 / 北緯52.64833度 東経13.44444度）にベルリン唯一の風力発電施設がある。高さは180 mあり、パンコウ区内で最も高い建造物である。

## 紋章

紋章記述：「銀色の地に上部に対し横一文字かつこれに接する目地のない赤い城壁には、門扉のない門が3つあり、真中のものは両端のものに比べ幅広く、高い。下部には8軸の赤い輪があり、その上部の両側にはそれぞれホップが添えられる。盾の上部には赤く3つの塔がついた城壁冠があり、中ほどのものにはベルリンの紋章がつく」。
紋章は、ベルリン州公文書館の調査の結果、紋章学や歴史学が求める条件を満たすものである。
2009 年7月28日、パンコウ区の紋章選定に終止符が打たれた。紋章選定委員会の勧告を受け、区議会はこの紋章を制定した。2001年に行政改革が行われると、 旧パンコウ区は合併の結果、現在の大規模区となった。2006年末にはようやく区名をめぐる対立が終わり、2007年10月1日に「紋章選定」が公示された。2008年4月30日に区議会の決議により、紋章専門家イェルク・マンチュに紋章の策定を委託した。これを受けマンチュは規定に沿った候補案をいくつか提出し、区議会と会合を重ねた。2009年2月24日、パンコウ区は制定した紋章を公表した。紋章は正式にベルリン市参事会から2009年7月28日に授与された。

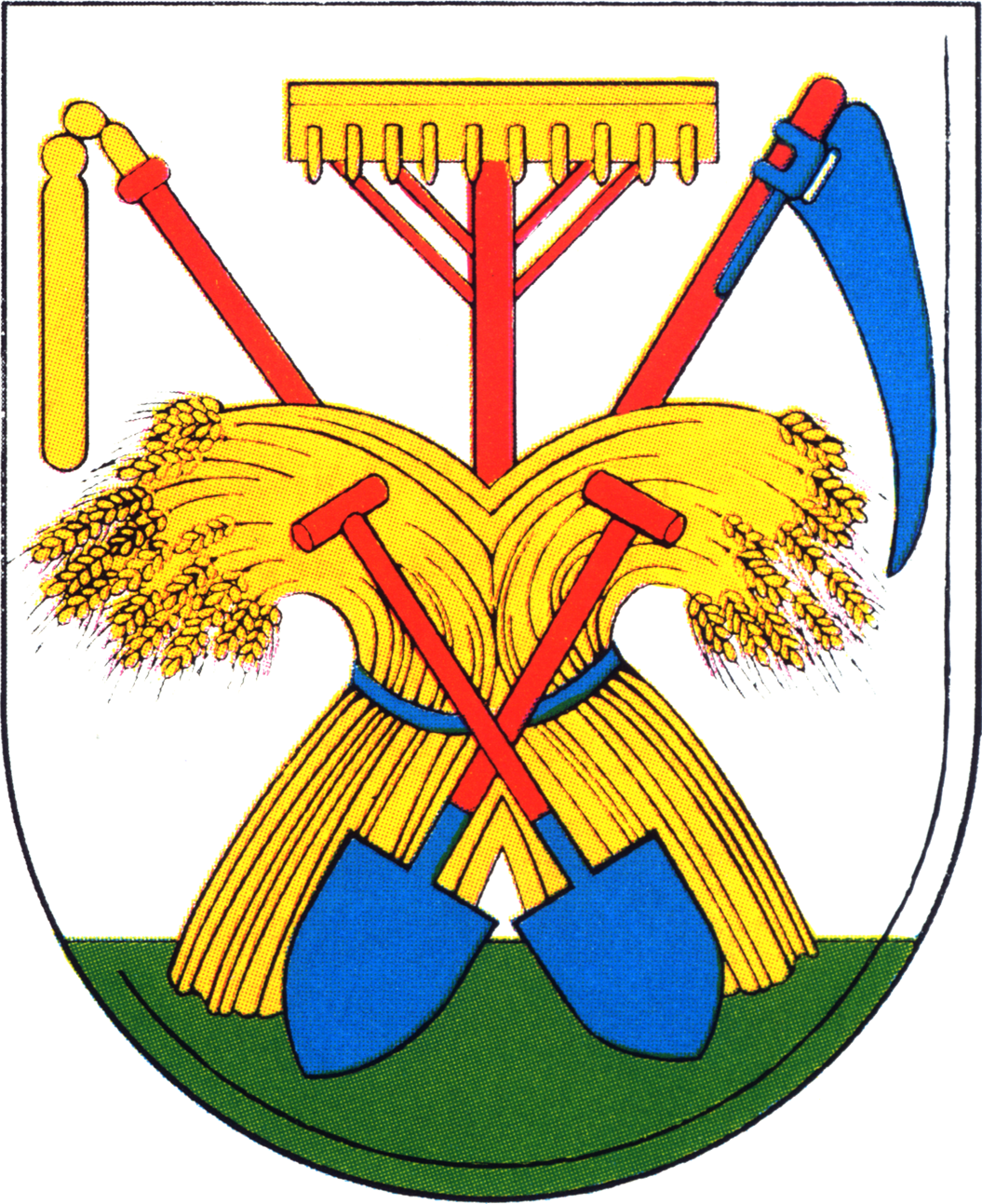
旧パンコウ区の紋章

旧パンコウ区の紋章は、1987年のベルリン750周年記念祭に際し授与されたもので、かつての農村としての要素を色濃く反映したものであった。
銀地の盾に、2つの交差し、銀色の帯で結わえた金色の穀物束が緑の地に置かれる。金色の熊手が束の間に直立し、斜め右には金色の殻竿が、斜め左には青い刃の大鎌が刺さる。器具の柄は3つとも赤い。穀物束の上には斜めに交差する鋤が置かれる。
区改編の一環として紋章は差し当たり赤い城壁冠が付け加えられた。3つの塔があり、中ほどの塔にはベルリンの紋章がつく。城壁冠はベルリン全区に共通する意匠である。

## 姉妹都市
- コウォブジェク（ポーランド）1994年5月：旧パンコウ区が締結し、活発な交流が行われている[16]。
- アシュケロン（イスラエル）1994年7月：旧ヴァイセンゼー区が締結した後、長期休止状態であったが、2009年から交流を再開した[17]。
- ドイツ連邦国防省警備大隊第1中隊、2006年7月：国防省警備大隊第1中隊との協力関係[18]は、1998年から協力関係を結んでいるドイツ連邦軍第38指揮支援大隊 (Führungsunterstützungsregiment 38) がシュトルコウ (マルク)（ドイツ語版）へ移駐したため、これを引き継いだものである。

## その他
- 「パンコウ（ドイツ語版）」という、ベルリンのロックバンドがある。
- 歌手ウド・リンデンベルク（ドイツ語版）は1983年に『パンコウ行きの特別列車（ドイツ語版）』という曲を発表した。
- 西ドイツでは、「パンコウ」は東ドイツ、またその国家指導部と同義に用いられ、特にメディアや政治においてよく見られた。

- 2008年9月23日に、ドイツ連邦政府は当区に「多様性の場所（ドイツ語版）」という称号を授与した。

## 参照
- パンコウ市民公園（ドイツ語版）
- シェーンハウゼン宮殿（ドイツ語版）
- シェーンホルツ原野（ドイツ語版）
- ベルリン＝シェーンホルツ（ドイツ語版）
- カーロウ湖沼群（ドイツ語版）
- マヤコフスキーリング（ドイツ語版）
- パンケ川（ドイツ語版）

## 参考資料
1. 1 2 3  ベルリン州における2020年12月31日時点の登録人口、資料：ベルリン＝ブランデンブルク統計局（ドイツ語版） (PDF)（ヘルプ）。
2. ↑  ドイツ語発音: [ˈpaŋko] (Duden online - Pankow)
3. ↑  ドイツ語発音: [ˈpaŋkoː] (de:Bezirk Pankow)
4. 1 2  Statistischer Bericht – Einwohnerinnen und Einwohner im Land Berlin am 31. Dezember 2012 (PDF; 3,1 MB). ベルリン＝ブランデンブルク統計局（ドイツ語版）. Abgerufen am 19. Juni 2013.
5. ↑  Arbeitslosigkeits-Atlas – Arbeitslosigkeit in Berlin – Zahlen und Quoten in der Stadt und in den Bezirken. Berliner Morgenpost. Abgerufen am 19. Juni 2013.
6. ↑  Pankow in Zahlen – Die kleine Bezirksstatistik. Bezirksamt Pankow von Berlin. Abgerufen am 15. Juni 2013.
7. ↑  Statistische Jahrbücher von Berlin
8. ↑  Berlin in Zahlen
9. ↑  Berlin in Zahlen, 1949
10. ↑  アンドレーア（2006年）、118-121頁。
11. ↑  アンドレーア（2006年）、120頁。
12. ↑  Hoheitszeichen von Berlin – Bezirkswappen
13. ↑  Pressemitteilung vom 28. Juli 2009, 13:20 Uhr, Inneres, Bezirk Pankow mit neuem Wappen
14. ↑  Entwurf des neuen Wappens (PDF; 175 kB)
15. ↑  Pressemitteilung des Senates vom 28. Juli 2009: „Bezirk Pankow mit neuem Wappen“
16. ↑  Zusammenarbeit mit Kolberg 2011 (PDF; 2,9 MB)
17. ↑  Partnerstadt Ashkelon
18. ↑  Bezirksamt Pankow, Partner- und Patenschaften